# Tavush (tỉnh)
Tavush (tiếng Armenia: Տավուշ) là một tỉnh của Armenia. Tỉnh Tavush nằm ở phía bắc Armenia và có biên giới với vùng Kvemo Kartli của Gruzia và vùng Ganja-Gazakh của Azerbaijan.